# Yagul
Yagul je současná archeologická lokalita a bývalý zapotécký prehispánský městský stát na jihu Mexika. Nachází se 36 km jihovýchodně od města Oaxaca de Júarez. V zapotéčtině výraz Yagul znamená „starý klacek“ či „starý strom“.
Počátky osídlení krajiny v blízkosti Yagulu se datují až do období 3000 let před naším letopočtem. Prvotní stavby Yagulu vznikaly 6. a 7. století, největší rozmach a stavební činnost však nastaly až v tzv. postklasickém mezoamerickém období (cca 900 - 1520). Po pádu dominantního homogenizujícího města celého oaxackého údolí - Monte Albánu - se mezi ostatními okolními městy v průběhu 8. století rozhořel boj o moc v oblasti. Yagul je proto umístěn na strategicky výhodném místě - uměle vytvořené vyvýšenině a je opevněn, aby odolával útokům vojsk okolních měst.
Celá lokalita sestává ze 3 částí. Centrální část Yagulu je tvořena chrámy a paláci, výše nad ní se nachází akropolis korunována pevností s rozhlednou, ze které za dobré viditelnosti bylo možné vidět všechna okolní města v oaxackém údolí. Západně, jižně a východně od centrální části se nacházely domy obyvatel města. Zdejší hřiště míčových her je druhé největší v celém mezoamerickém regionu (větší je již jen hřiště v Chichén Itzá na Yucatánském poloostrově).

## Fotogalerie

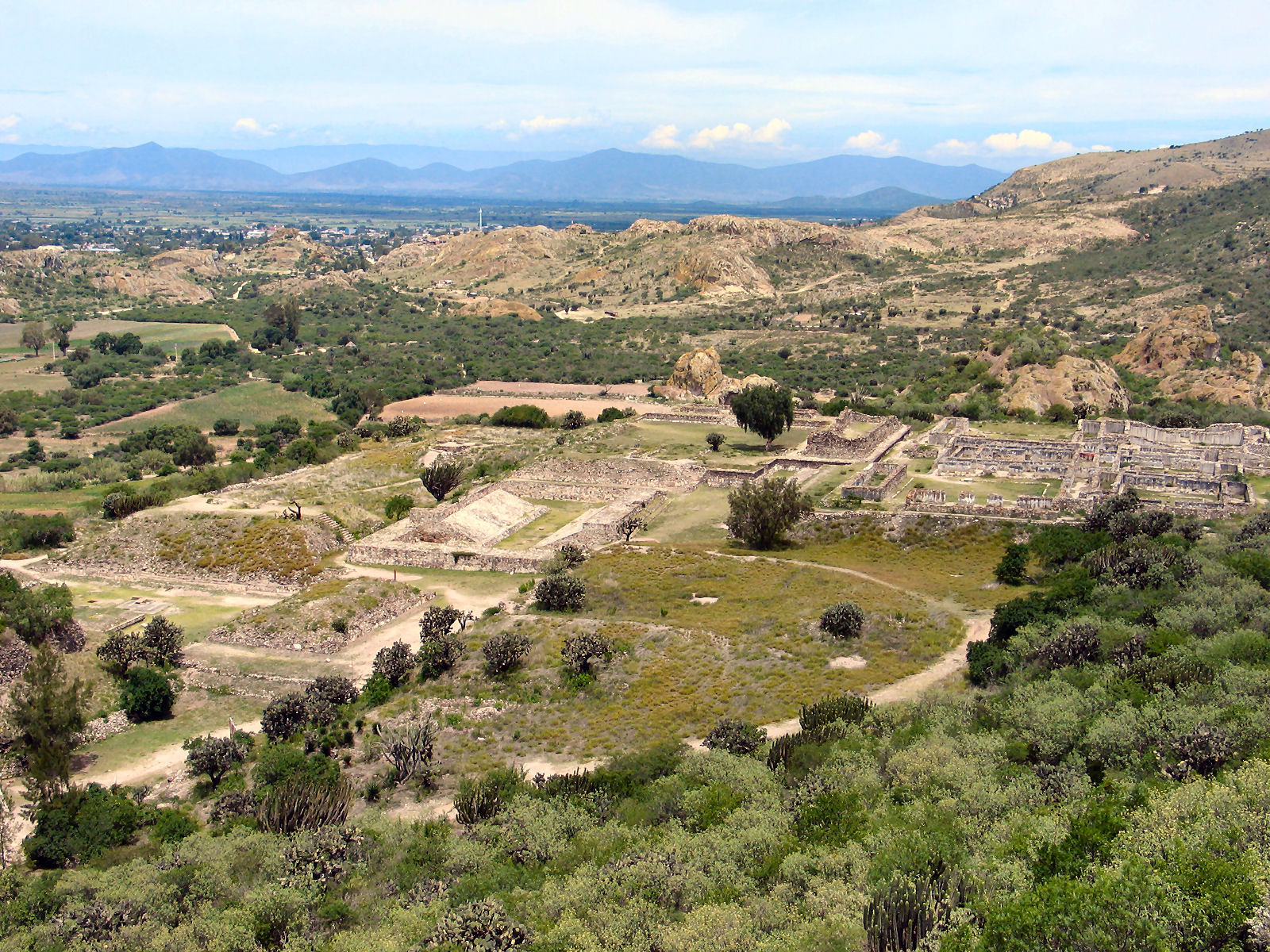
panorama lokality
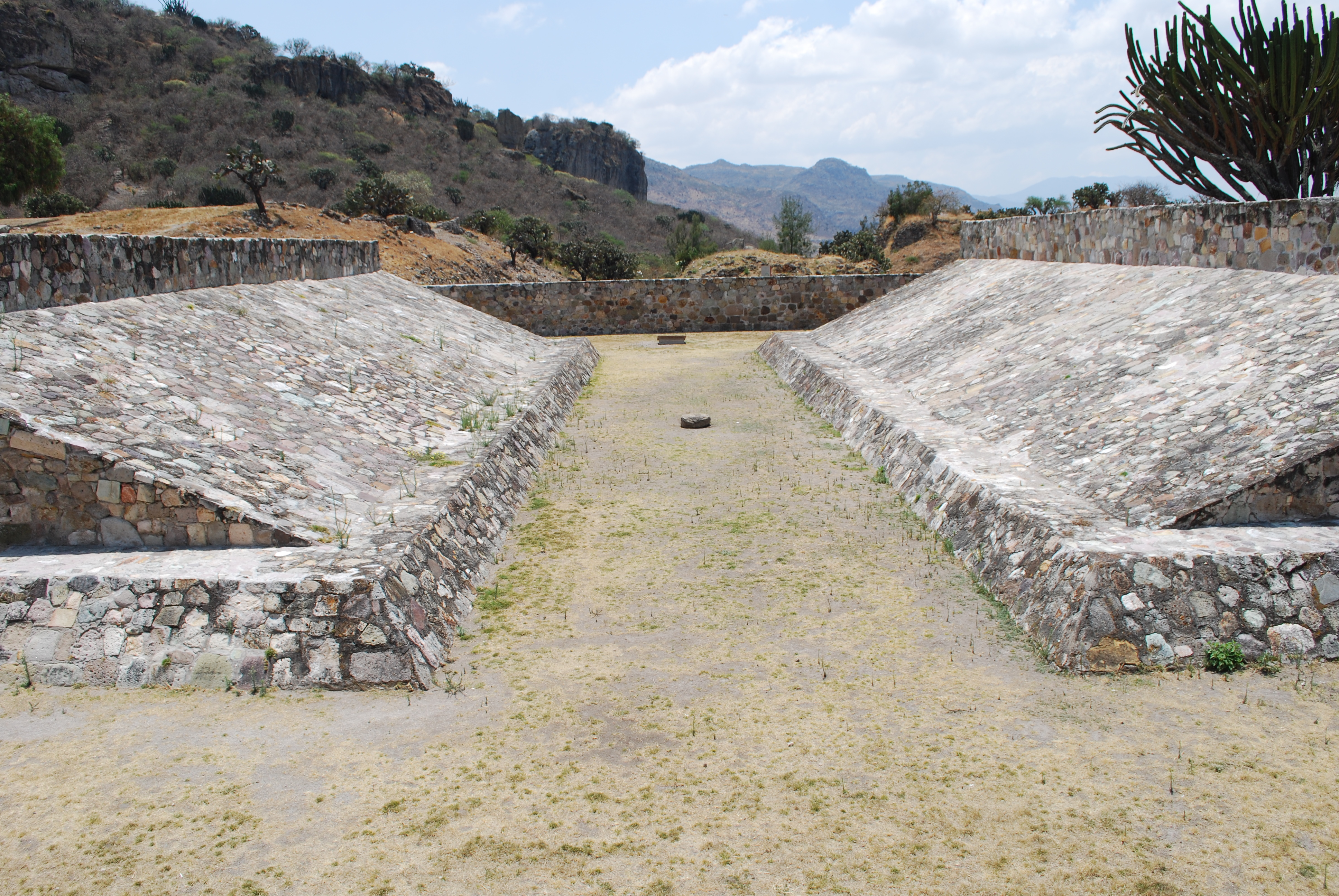
zdejší hřiště míčových her
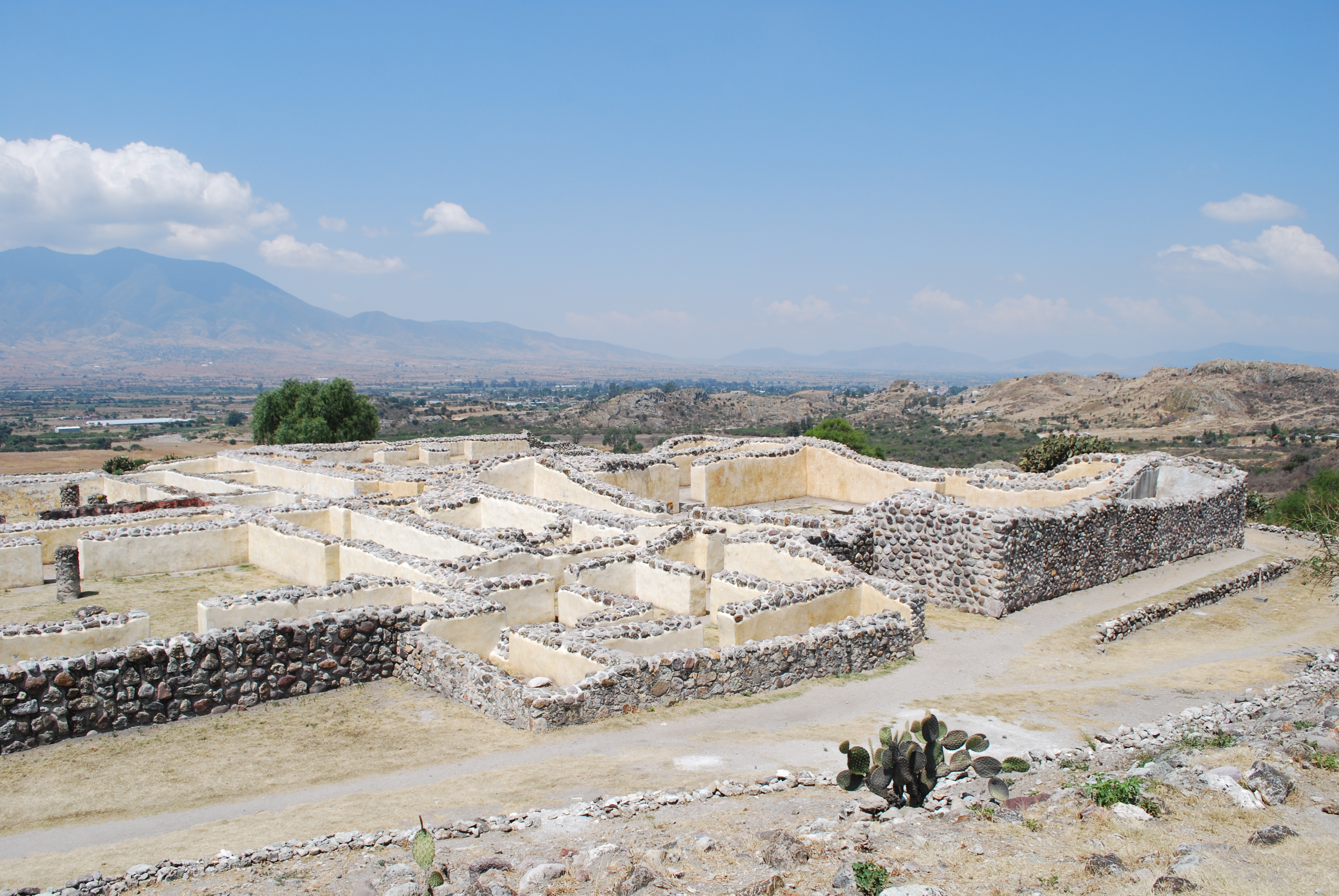
ruiny Paláce šesti náměstí
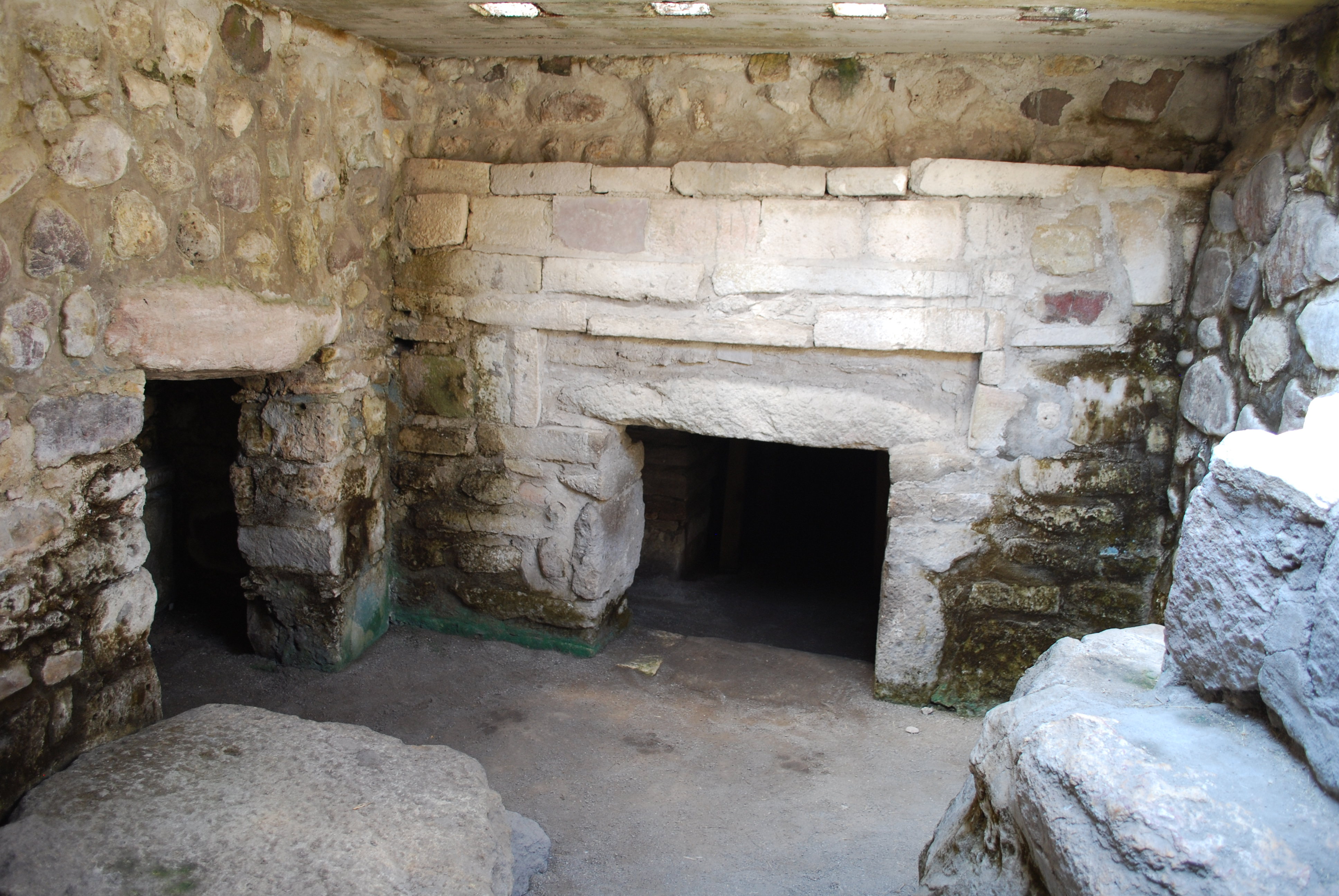
vstupy do dvou místních hrobek